# Sękowice (Gubin)

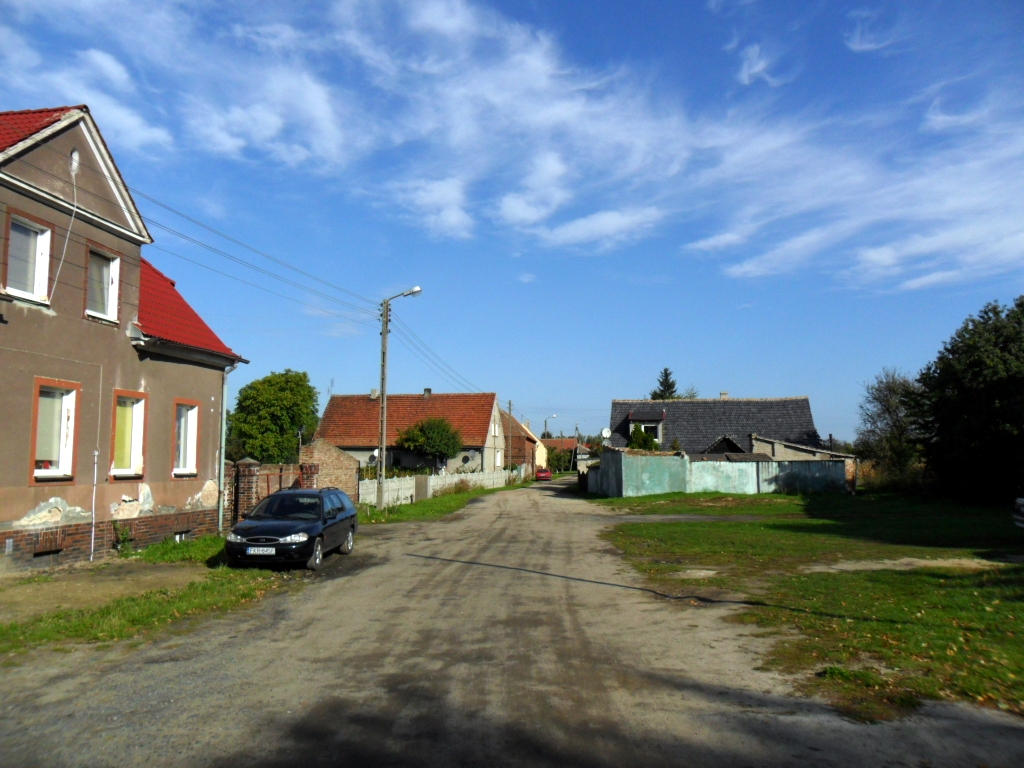
Dorfstraße

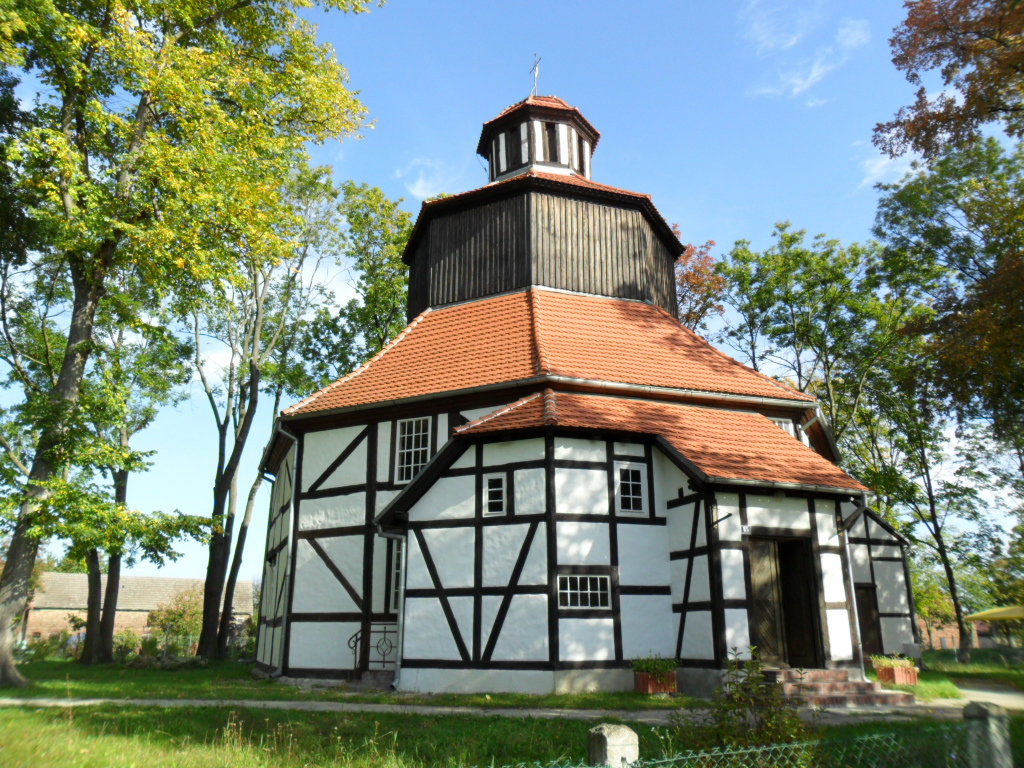
Dorfkirche

Sękowice (deutsch Schenkendorf, niedersorbisch Šenkojce) ist ein Ort in der Gmina Gubin in der Niederlausitz in Polen. Bis in das 19. Jahrhundert war er Zentrum der Herrschaft Schenkendorf.

## Geschichte
Der Ort wurde im 14. Jahrhundert erstmals erwähnt. Wahrscheinlich war sein Name von den Schenken von Landsberg abgeleitet. Er war Mittelpunkt der kleinen Herrschaft Schenkendorf. Seit 1512 gehörte diese zum Schloss Sonnenburg, dem Sitz der Herrenmeister des Johanniterordens.
Nach der Auflösung des Ordens 1811 kam Schenkendorf unter königlich-sächsische Herrschaft und 1815 zum Königreich Preußen. Es lag im Kreis Guben.
1945 wurde der Ort polnisch. Bis 2007 befand sich in seiner Nähe ein Grenzübergang nach Guben.

## Kulturelle Denkmäler
- Dorfkirche, 17. Jahrhundert, achteckiger Fachwerkbau
- Ruine des Schlosses, ehemaliger Sitz der Herren von Schenkendorf